# 山野千枝子
山野 千枝子（やまの ちえこ、旧姓：三沢

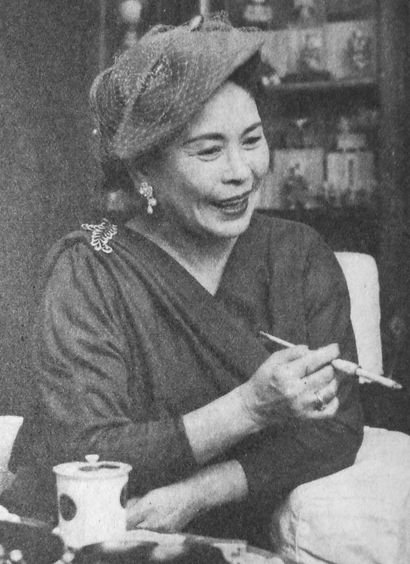
1953年

、1895年 (明治28年) 3月11日 - 1970年 (昭和45年) 2月11日）は、日本の美容家。神奈川県横浜市出身。
各地に美容院を開き、日本にパーマネント（後にコールドパーマ）技術を広めた草分けだった。美容器具の国産化に努め、赤外線による美顔術、脱毛法、美容体操・整体術なども発表した。
また、ファッションモデルの前身である「マネキンクラブ」も創設し、ファッションショーによって洋装を広めたといわれる。

## 来歴
一旦事務員に就いた後、神戸高等家政女学院に入学、1913年（大正2年）に卒業。同年、山野末松と結婚し渡米。美術雑貨商などをしながら、ワナメーカー・ビューティースクールで美容技術を取得する。
1922年（大正11年）10月、米国より帰国。翌1923年（大正12年）3月、東京駅前にできて間もない丸ノ内ビルヂング４階に、婦女界社主・都河竜の援助により、「丸ノ内美容院」を開店。寝ながら洗髪できるシャンプトレーの採用など、アメリカ式を取り入れ、連日新聞報道されて話題となった。文金高島田の４倍という高額料金だったが、女優や上流階級の女性客が列をなし、見物客も押し寄せた。
1929年（昭和4年）、大日本美容協会を創設。1946年（昭和21年）、全日本美容連盟を創設。1954年（昭和29年）、東京美容国民健康保険組合を創設（理事長に就任）。1950年（昭和25年）からは、東京高等美容学院の院長も務めた。
1970年 (昭和45年) 2月11日、心筋梗塞のため東京都渋谷区の自宅にて死去。74歳。墓所は多磨霊園。

## 賞詞
- 1960年（昭和35年） - 藍綬褒章、厚生大臣賞
- 1967年（昭和42年） - 勲五等宝冠章

## 著書
- 女性美の創造 （1935年、生命の芸術社）
- 光を求めて―私の美容三十五年史 （1956年、サロン・ド・ボーテ）
- これだけは身につけよう―美しさをつくる美容手帳 （1960年、集英社）

## 関連文献
- 瓦礫からの再出発 (日本の『創造力』第13巻―近代・現代を開花させた470人) （1993年、日本放送出版協会、富田仁）
- 彼女たちの神話 （1995年、祥伝社Feelコミックス、目白花子）